# 伊琳娜·菲拉托娃
伊琳娜·阿纳托利耶芙娜·菲拉托娃（羅馬化：Irina Anatol'yevna Filatova；1978年8月8日）是俄罗斯政治人物，第八届国家杜马代表。
从西伯利亚国家行政学院毕业后，菲拉托娃成为俄罗斯联邦律师协会会员。她领导了专门从事民法关系的私人法律业务。 2007年，她加入俄罗斯联邦共产党。2008年，她成为俄罗斯青年公共商会成员。2011年至2018年，她担任第六届和第七届国家杜马尤里·阿福宁的顾问。2018年至2021年，她担任根纳季·久加诺夫的法律问题顾问。2021年9月起担任第八届国家杜马代表。

## 制裁
菲拉托娃于2022年因俄乌战争而遭到英国政府制裁。

## 创造快乐
1. 1 2  . ТАСС.   [2022-05-20]. （原始内容存档于2023-09-28） （俄语）.
2. ↑  . Российская газета. 2021-09-25  [2022-05-20]. （原始内容存档于2021-10-06） （俄语）.
3. ↑  . Парламентская газета.   [2022-05-20]. （原始内容存档于2024-06-18） （俄语）.
4. ↑   (PDF).   [16 April 2023]. （原始内容存档 (PDF)于2023-04-14）.